# Iglesia luterana de Costa Rica
La Iglesia Luterana de Costa Rica es una iglesia protestante de confesión luterana miembro de la Federación Luterana Mundial que opera en el país desde 1963 y que fue ascendida a episcopado en el año 2008 cuando se nombró a su primer obispo Melvin Jiménez Marín. La Iglesia Luterana ha sido partícipe de diversas luchas sociales y progresistas que incluyen la oposición al Tratado de Libre Comercio con Estados Unidos, el reconocimiento de los derechos patrimoniales de las parejas del mismo sexo y el impulso a coaliciones o candidaturas presidenciales progresistas.

## Historia
Si bien diversos inmigrantes de países luteranos como Alemania y Estados Unidos llegaron a Costa Rica ya desde el siglo XIX, los primeros misioneros luteranos llegaron a Costa Rica en 1946, fecha en la cual se difundía el programa radial La Hora Luterana en toda Centroamérica y que era muy popular en Costa Rica. Para 1963 Costa Rica se había convertido en el país centroamericano con mayor cantidad de luteranos lo que motivó el envío del pastor Kenneth Malher para organizar a las comunidades de Costa Rica y Panamá.
Desde los setenta participa de encuentros ecuménicos con otras Iglesias incluyendo la católica, y forma parte del Comité Cristiano de Derechos Humanos al lado de Cáritas, la Iglesia Episcopal y otras organizaciones cristianas. También brinda apoyo a las luchas estudiantiles que se dan por esta época y a la atención a refugiados venidos de la guerra en Centroamérica.
La Iglesia se funda formalmente en 1988 cuando se realizan los primeros cultos luteranos y se ordena a los primeros dos presbíteros luteranos costarricenses;  Melvin Jiménez y Ana Langerak. Ese año también se crea la Comunión de Iglesias Luteranas de Centroamérica. En 2008 Jiménez es reconocido como primer obispo luterano del país.